# Parvati Shallow
Parvati Shallow (21 de setembro de 1982, Vero Beach - Flórida) é modelo, atriz e foi a vencedora da décima-sexta temporada do reality show americano Survivor: Micronesia - Fans versus Favorites, tendo participado anteriormente da décima-terceira temporada, Survivor: Cook Islands e, posteriormente, da temporada Survivor: Heroes vs. Villains, onde terminou em segundo lugar.

## Antes do Survivor
Parvati começou a competir no boxe em 2004. Ela e algumas colegas pugilistas criaram uma organização sem fins lucrativos, intitulada "Knockouts for Girls" (do inglês, "Nocautes para Garotas"), uma instituição de caridade que fornece bolsas de estudo e aulas de boxe para meninas carentes. Em 2006, Parvati participou do Perfect 10 Model Boxing: Vol. 1.
Ainda como atleta, ela completou o percurso do triatlo Nautica Malibu Sprint e foi escalada para competir, em 2009, no Wildflower Olympic Distance Triathlon no Lago Santo Antônio – Califórnia – Estados Unidos.

## Survivor: Cook Islands
Em setembro de 2006 Parvati fez sua primeira aparição no reality show Survivor, na temporada gravada nas Ilhas Cook, ela apareceu como representante da tribo caucasiana denominada Rarotonga que era composta, também, por Adam Gentry, Jonathan Penner, Jessica "Flica" Smith e Candice Woodcock. Esta tribo permaneceu unida e não correu nenhum risco de eliminação durante os seis primeiros dias de jogo quando eles conquistaram duas vezes a imunidade tribal. No dia 7, quando as quatro tribos originais foram fundidas em apenas duas, Parvati e Adam permaneceram na nova tribo Rarotonga enquanto os outros três foram enviados para compor a nova tribo Aitutaki. Apesar de sua tribo ter enfrentado o Conselho Tribal várias vezes, Parvati não correu nenhum risco real de eliminação, pois sempre estava na aliança majoritária.
Durante a fusão tribal, apesar de sua tribo chegar com vantagem de 5-4 membros sobre os remanescentes de Aitutaki, Parvati se encontrou em minoria quando Jonathan Penner traiu seus companheiros e se juntou aos remanescentes da tribo adversária votando e eliminando Nathan "Nate" Gonzales. Após Candice Woodcock ser eliminada, Parvati ao lado de seu aliado Adam Gentry se viram lutando para sobreviver no jogo, nesta situação de iminente eliminação ambos conversaram com Yul Kwon sobre eliminarem Jonathan antes deles em troca de seus votos no júri. O plano foi bem sucedido e Jonathan foi eliminado antes deles. No dia 36, Parvati foi finalmente eliminada com 4-2 votos quando a aliança adversária percebeu que sua astúcia e charme eram mais perigosos do que a força física de Adam. No Conselho Tribal Final, Parvati votou para Ozzy Lusth que terminou em segundo lugar.

## Survivor: Micronesia - Fans Versus Favorites
Em 2008, dois anos após a sua primeira participação em Survivor, Parvati foi uma dos dez participantes das quinze temporadas anteriores do reality show a retornar como “Favorita” para esta edição. Ela inicialmente integrou a tribo Malakal, composta apenas de ex-participantes, e rapidamente formou uma aliança com James Clement e outro casal que iniciava um romance, Amanda Kimmel e Ozzy Lusth. Contra todas as expectativas, por ser formada por pessoas que já jogaram Survivor, a tribo Malakal perdeu a primeira Prova de Imunidade da temporada. Parvati e sua aliança tentaram trazer para seu lado Jon Dalton e assim possuírem a maioria dos votos a ser favor, mas unanimemente Jon Dalton foi eliminado do jogo com os votos das duas alianças dentro da tribo.
Sequencialmente, Parvati fez um pacto com Cirie Fields para permanecerem juntas, ao lado de Amanda, até a formação dos três finalistas da temporada. Quando a tribo Malakal perdeu a terceira Prova de Imunidade e novamente foram ao Conselho Tribal, Parvati, desta vez, foi alvejada pela aliança adversária, mas escapou da eliminação sendo salva pelos votos de sua aliança (que neste momento incluía Cirie) que eliminaram a ameaça estratégica, Yau-Man Chan.
No 14º dia de isolamento, com uma mudança no jogo que misturou as duas tribos, Parvati e James foram separados de sua aliança inicial e passaram a integrar a nova tribo Airai, entretanto, durante todo o restante da fase tribal Parvati não correu risco de eliminação já que sua nova tribo venceu todas as Provas de Imunidade desta fase. No dia 20, Parvati fez um acordo com Natalie Bolton para formarem uma aliança com James e Alexis Jones e juntos seguirem até o final e posteriormente um novo acordo onde a aliança era composta por Alexis, Natalie, Amanda e ela.
No dia 22 as tribos se fundiram e se tornaram a nova tribo Dabu. Com a fusão Parvati se viu em uma posição privilegiada já que estava aliada com seis dos nove jogadores remanescentes. Durante a décima Prova de Imunidade da temporada, Parvati convenceu Jason Siska a desistir do desafio fazendo-a conquistar Imunidade Individual. Neste episódio, Cirie e Parvati estrategicamente trabalharam para a eliminação da maior ameaça física da temporada, o seu aliado Ozzy. O plano deu certo e Ozzy foi eliminado, mas a aliança de Parvati com James e Amanda estava abalada.
Com as bases de sua aliança desestabilizada, Parvati solidificou uma nova, composta pelas cinco mulheres que restavam no jogo e que, a partir daquele momento, almejavam eliminar todos os homens do jogo. A aliança feminina começou eliminando Jason, na sequência, seus planos foram facilitados quando James foi evacuado por razões médicas. Restava apenas Erik Reichenback, mas quando este ganhou Imunidade Individual a aliança feminina se viu forçada a eliminar uma de suas aliadas. Amanda foi o alvo, um plano com o qual Parvati não concordava. Ela acabou ajudando Amanda a encontrar o Ídolo de Imunidade escondido no acampamento da tribo Dabu e juntas enganaram e eliminar a potencial ameaça social, Alexis.
Parvati fez todo o caminho até os três finalistas ao lado de Cirie e Amanda (sua primeira aliança formada no início da temporada). Entretanto, o trio se viu perplexo quando descobriram que, diferente das temporadas anteriores, desta vez o Conselho Tribal Final seria composto por apenas dois finalistas. Na última Prova de Imunidade, Parvati foi a primeira a sair, mas acabou sendo escolhida por Amanda para ir à final.
No Conselho Tribal Final, Parvati conseguiu convencer os membros do júri a votarem nela por seu estilo de jogo mais agressivo e estratégico comparado à sua temporada anterior e conquistou o título de “Última Sobrevivente” junto com o prêmio de um milhão de dólares por 5-3 votos.

## Survivor: Heroes versus Villains
Parvati retornou pela terceira vez no programa como parte da tribo dos vilões. Logo no início ela formou uma aliança com Russell Hantz que, também, já havia formado outra aliança com Daniele DiLorenzo. Quando a tribo perdeu sua primeira Prova de Imunidade, Parvati foi imediatamente considerada para eliminação por ser uma grande jogadora no quesito social e por ter três potenciais aliados na tribo adversária (James, Cirie e Amanda). Entretanto, nesta ocasião a tribo considerou os benefícios para a tribo naquele momento e eliminaram unanimemente seu integrante mais fraco, Randy Bailey.
No dia 15, cada tribo deveria eliminar um membro e novamente, nesta ocasião, Parvati foi considerada para eliminação como parte de um plano que eliminaria ela ou Russell, caso um Ídolo de Imunidade fosse utilizado. A aliança majoritária da tribo dos vilões dividiria seus votos com três membros votando em Russell e os outros três votando em Parvati. Se Parvati ou Russell utilizassem o Ídolo de Imunidade uma nova votação para desempate ocorreria e toda a tribo votaria naquele participante não imune, eliminando-o. Entretanto, Russell conseguiu persuadir Tyson Apostol, fazendo-o mudar secretamente seu voto para Parvati, acreditando que Russell usaria o Ídolo de Imunidade no Conselho Tribal. No Conselho Tribal foi visto que Russell deu seu Ídolo de Imunidade para Parvati que invalidou os quatro votos contra ela, como Tyson não votou de acordo com os planos uma votação de desempate não foi necessária e Tyson foi enganado e eliminado com 3-2 votos.
Enquanto desfrutava uma recompensa juntamente com toda a tribo dos vilões, Parvati descobriu uma pista para outro Ídolo de Imunidade e, junto com Danielle procuraram pelo Ídolo, concordando em não dividir a informação com nenhum outro de seus aliados, incluindo Russell. No dia 24, Jeff Probst anunciou que Parvati era a segunda participante de toda a história do programa (seguida de Amanda Kimmel) a competir 100 dias de Survivor.
Após a fusão das tribos no dia 25, Parvati se sentiu ignorada e excluída na nova tribo Yin Yang. Após conversar com Amanda onde ambas concluíram que repetir a aliança formada em Survivor: Micronesia era impossível devido ao atual desenho do jogo, elas prometeram que cuidariam uma da outra até quando fosse possível. Na Prova de Imunidade, Parvati voluntariamente desistiu da disputa pela imunidade para dá-la para sua aliada Danielle, na sequência, já no acampamento Yin Yang Russell secretamente deu à Parvati o seu Ídolo de Imunidade para que ela pudesse se proteger no próximo Conselho Tribal. Após uma segunda conversa com Amanda, Parvati corretamente deduziu que sua amiga estava mentindo quando afirmou que era crucial que Parvati utilizasse o Ídolo de Imunidade no iminente Conselho. Naquela votação Parvati surpreendeu toda a tribo Yin Yang quando revelou e usou seus dois Ídolos de Imunidade dando um para Sandra e outro para Jerri. Suas intuições estavam certas e os cinco votos contra Jerri não foram contados e J.T. foi eliminado. Após este Conselho Tribal Russell ficou furioso por Parvati ter omitido sobre seu segundo Ídolo. Posteriormente, no jogo, Russell planejou a eliminação da aliada mais próxima de Parvati, Danielle.
Parvati chegou entre os quatro finalistas e, quando Russell ganhou a imunidade, pareceu que todos queriam novamente eliminá-la, mas os votos acabaram indo contra Jerri Manthey. O Conselho Tribal Final da temporada foi formado por Parvati, Sandra e Russell onde Parvati terminou em segundo lugar recebendo 3 votos do júri, sendo derrotada por Sandra que recebeu seis votos. Durante a reunião da temporada foi revelado que Parvati jogou 114 dias de Survivor, mais do que qualquer outro participante do programa já jogou.

## Depois de Survivor
Parvati também participou dos reality shows The Traitors e Deal or no Deal Island. É também autora do livro de memórias Nice Girl's Don't Win, que ganhou adaptação em podcast.

## Participação em episódios de Survivor
Parvati participou de quarenta e sete episódios de Survivor e permaneceu 36 dias na competição em sua estada nas Ilhas Cook, 39 dias na temporada gravada na Micronésia e 39 dias em Samoa, quando participou de Survivor: Heroes vs. Villains. Ao todo, Parvati já competiu 114 dias de Survivor.
| #   | Ano  | Temporada                                    | Episódio                                                                   | Data de transmissão | Tribo                 |
| --- | ---- | -------------------------------------------- | -------------------------------------------------------------------------- | ------------------- | --------------------- |
| 1   | 2006 | Survivor: Cook Islands                       | I Can Forgive Her But I Don't Have To Because She Screwed With My Chickens | 14 de setembro      | Rarotonga             |
| 2   | 2006 | Survivor: Cook Islands                       | Dire Strengths and Dead Weight                                             | 21 de setembro      | Rarotonga             |
| 3   | 2006 | Survivor: Cook Islands                       | Flirting and Frustration                                                   | 28 de setembro      | Rarotonga             |
| 4   | 2006 | Survivor: Cook Islands                       | Ruling the Roost                                                           | 5 de outubro        | Rarotonga             |
| 5   | 2006 | Survivor: Cook Islands                       | Don't Cry Over Spilled Octopus                                             | 12 de outubro       | Rarotonga             |
| 6   | 2006 | Survivor: Cook Islands                       | Plan Voodoo                                                                | 19 de outubro       | Rarotonga             |
| 7   | 2006 | Survivor: Cook Islands                       | A Closer Look                                                              | 26 de outubro       | Rarotonga             |
| 8   | 2006 | Survivor: Cook Islands                       | Why Aren't You Swimming?!                                                  | 2 de novembro       | Rarotonga             |
| 9   | 2006 | Survivor: Cook Islands                       | Mutiny                                                                     | 9 de novembro       | Rarotonga             |
| 10  | 2006 | Survivor: Cook Islands                       | People That You Like Want To See You Suffer                                | 16 de novembro      | Rarotonga             |
| 11  | 2006 | Survivor: Cook Islands                       | Why Would You Trust Me?                                                    | 23 de novembro      | Rarotonga → Aitutonga |
| 12  | 2006 | Survivor: Cook Islands                       | You're a Rat...                                                            | 30 de novembro      | Aitutonga             |
| 13  | 2006 | Survivor: Cook Islands                       | Arranging a Hit                                                            | 7 de dezembro       | Aitutonga → Júri      |
| 14  | 2006 | Survivor: Cook Islands                       | I Have the Advantage...For Once                                            | 14 de dezembro      | Júri                  |
| 15  | 2006 | Survivor: Cook Islands                       | This Tribe Will Self-Destruct in 5, 4, 3…                                  | 17 de dezembro      | Júri                  |
| 16  | 2006 | Survivor: Cook Islands                       | Survivor: Cook Islands – The Reunion                                       | 17 de dezembro      | Júri                  |
| 17  | 2008 | Survivor: Micronesia – Fans versus Favorites | You Guys Are Dumber Than You Look                                          | 7 de fevereiro      | Malakal               |
| 18  | 2008 | Survivor: Micronesia – Fans versus Favorites | The Sounds of Jungle Love                                                  | 14 de fevereiro     | Malakal               |
| 19  | 2008 | Survivor: Micronesia – Fans versus Favorites | I Should Be Carried on the Chariot-Type Thing!                             | 21 de fevereiro     | Malakal               |
| 20  | 2008 | Survivor: Micronesia – Fans versus Favorites | That's Baked, Barbecued and Fried!                                         | 28 de fevereiro     | Malakal               |
| 21  | 2008 | Survivor: Micronesia – Fans versus Favorites | He's a Ball of Goo!                                                        | 6 de março          | Malakal → Airai       |
| 22  | 2008 | Survivor: Micronesia – Fans versus Favorites | It Hit Everyone Pretty Hard                                                | 13 de março         | Airai                 |
| 23  | 2008 | Survivor: Micronesia – Fans versus Favorites | Like a Wide-Eyed Kid in the Candy Store                                    | 19 de março         | Airai                 |
| 24  | 2008 | Survivor: Micronesia – Fans versus Favorites | A Lost Puppy Dog                                                           | 3 de abril          | Airai                 |
| 25  | 2008 | Survivor: Micronesia – Fans versus Favorites | I'm in Such a Hot Pickle!                                                  | 10 de abril         | Airai → Dabu          |
| 26  | 2008 | Survivor: Micronesia – Fans versus Favorites | I Promise...                                                               | 17 de abril         | Dabu                  |
| '27 | 2008 | Survivor: Micronesia – Fans versus Favorites | I´m Ruthless... and Have a Smile on My Face                                | 24 de abril         | Dabu                  |
| 28  | 2008 | Survivor: Micronesia – Fans versus Favorites | I'm Gonna Fix Her!                                                         | 1 de maio           | Dabu                  |
| 29  | 2008 | Survivor: Micronesia – Fans versus Favorites | If It Smells Like a Rat, Give It Cheese                                    | 8 de maio           | Dabu                  |
| 30  | 2008 | Survivor: Micronesia – Fans versus Favorites | Stir the Pot!                                                              | 11 de maio          | Dabu                  |
| 31  | 2008 | Survivor: Micronesia – Fans versus Favorites | Survivor: Micronesia – Fans versus Favorites – The Reunion                 | 11 de maio          | Dabu                  |
| 32  | 2010 | Especial                                     | Surviving Survivor                                                         | 4 de fevereiro      |                       |
| 33  | 2010 | Survivor: Heroes vs. Villains                | Slay Everyone, Trust No One                                                | 11 de fevereiro     | Villains              |
| 34  | 2010 | Survivor: Heroes vs. Villains                | It's Getting the Best of Me                                                | 18 de fevereiro     | Villains              |
| 35  | 2010 | Survivor: Heroes vs. Villains                | That Girl Is Like a Vírus                                                  | 25 de fevereiro     | Villains              |
| 36  | 2010 | Survivor: Heroes vs. Villains                | Tonight, We Make Our Move                                                  | 4 de março          | Villains              |
| 37  | 2010 | Survivor: Heroes vs. Villains                | Knights of the Round Table                                                 | 11 de março         | Villains              |
| 38  | 2010 | Survivor: Heroes vs. Villains                | Banana Etiquette                                                           | 24 de março         | Villains              |
| 38  | 2010 | Survivor: Heroes vs. Villains                | I'm Not a Good Villain                                                     | 1 de abril          | Villains              |
| 40  | 2010 | Survivor: Heroes vs. Villains                | Expectations                                                               | 8 de abril          | Villains              |
| 41  | 2010 | Survivor: Heroes vs. Villains                | Survivor History                                                           | 15 de abril         | Villains              |
| 42  | 2010 | Survivor: Heroes vs. Villains                | Going Down in Flames                                                       | 22 de abril         | Yin Yang              |
| 43  | 2010 | Survivor: Heroes vs. Villains                | Jumping Ship                                                               | 29 de abril         | Yin Yang              |
| 44  | 2010 | Survivor: Heroes vs. Villains                | A Sinking Ship                                                             | 5 de maio           | Yin Yang              |
| 45  | 2010 | Survivor: Heroes vs. Villains                | Loose Lips Sink Ships                                                      | 13 de maio          | Yin Yang              |
| 46  | 2010 | Survivor: Heroes vs. Villains                | Anything Could Happen                                                      | 16 de maio          | Yin Yang              |
| 47  | 2010 | Survivor: Heroes vs. Villains                | Survivor: Heroes vs. Villains - The Reunion                                | 16 de maio          | Yin Yang              |